# UN-Sonderberichterstatter für Menschenrechte und Umwelt
Die Stelle des Sonderberichterstatters zum Menschenrecht auf eine saubere, gesunde und nachhaltige Umwelt (englisch Special Rapporteur on the human right to a clean, healthy and sustainable environment) wurde geschaffen, da das Recht auf eine saubere Umwelt ein Menschenrecht ist.

## Das UN-Mandat
Der UN-Menschenrechtsrat schuf diese Stelle am 19. April 2012 mittels einer Resolution, in welcher auch der Auftrag definiert wurde. Dieses UN-Mandat ist auf drei Jahre befristet und wird regelmäßig verlängert. Die letzte Verlängerung des Mandates erfolgte am 9. April 2018.
Der Sonderberichterstatter ist kein Mitarbeiter der Vereinten Nationen, sondern wird von der UN mit einem Mandat beauftragt und dazu erließ der UN-Menschenrechtsrat einen Verhaltenskodex. Der unabhängige Status des Mandatsträgers ist für die unparteiische Wahrnehmung seiner Aufgaben entscheidend. Die Amtszeit eines Mandats ist auf maximal sechs Jahre begrenzt.
Er erstellt thematische Studien und erarbeitet Leitlinien zur Verbesserung der Menschenrechte. Der Sonderbeauftragte macht auf Einladung von Staaten Länderbesuche und kann in beratender Funktion Empfehlungen abgeben. Er prüft Mitteilungen und unterbreitet den Staaten Vorschläge, wie sie allfällige Missstände beheben können. Er macht auch Anschlussverfahren in welchen er die Umsetzung der Empfehlungen prüft. Dazu erstellt er Jahresberichte zuhanden des UN-Menschenrechtsrat.

## Amtsinhaber
- 2012–2018 John H. Knox –  Vereinigte Staaten
- 2018–2024 David R. Boyd –  Kanada
- seit 2024 Astrid Puentes Riaño –  Kolumbien

## Websites
- Internetseite des Sonderberichterstatters (französisch)
- Internetseite des Sonderberichterstatters (englisch)